# 自然雜誌
《自然杂志》（Chinese Journal of Nature），创刊于1978年5月，现由上海大学主办，上海市教育委员会主管。是中国一本内容涵盖自然科学各个领域的学术性和知识性、动态性相结合的综合刊物。是自然科学总论类国家中文核心期刊，是中国科学技术信息研究所审定的中国科技论文统计源期刊。

## 外部連結
- 官方网站